# Mascagnia
A Mascagnia a Malpighiales rendjébe és a malpighicserjefélék (Malpighiaceae) családjába tartozó nemzetség.

## Rendszerezés
A nemzetségbe az alábbi 43 faj tartozik:
- Mascagnia pringlei Nied.
- Mascagnia aequatorialis W.R. Anderson & C. Davis
- Mascagnia affinis W.R. Anderson & C. Davis
- Mascagnia aptera W.R.Anderson
- Mascagnia arenicola C.E. Anderson
- Mascagnia australis C.E. Anderson
- Mascagnia benthamiana (Griseb.) W.R. Anderson
- Mascagnia boliviana C.E. Anderson
- Mascagnia brevifolia Griseb.
- Mascagnia conformis W.A. Anderson
- Mascagnia cordifolia (A. Juss.) Griseb.
- Mascagnia cynanchifolia Griseb.
- Mascagnia dipholiphylla (Small) Bullock
- Mascagnia dissimilis C.V.Morton & Moldenke
- Mascagnia divaricata (Kunth) Nied.
- Mascagnia eggersiana (Nied.) W.R.Anderson
- Mascagnia glabrata W.R. Anderson & C. Davis
- Mascagnia glandulifera Cuatrec.
- Mascagnia gouania Small
- Mascagnia guianensis W.R. Anderson
- Mascagnia haenkeana W.R. Anderson
- Mascagnia leticiana W.R. Anderson
- Mascagnia lilacina (S. Watson) Nied.
- Mascagnia loretensis Morton
- Mascagnia lugoi W.R. Anderson
- Mascagnia macradena (DC.) Nied.
- Mascagnia macroptera (Moc. & Sessé ex DC.) Nied.
- Mascagnia microcarpa (Sandwith) W.R. Anderson
- Mascagnia ovatifolia (Kunth) Griseb.
- Mascagnia peruviana Cuatrec.
- Mascagnia polycarpa Brandegee
- Mascagnia rivularis C.V. Morton & Standl.
- Mascagnia schizoptera (Turcz.) Cuatrec.
- Mascagnia schunkei W.R.Anderson
- Mascagnia seleriana Loes.
- Mascagnia sepium (A.Juss.) Griseb.
- Mascagnia strigulosa (Rusby) Nied.
- Mascagnia tenuis Cuatrec.
- Mascagnia tomentosa C.E. Anderson
- Mascagnia tucuruensis C.E. Anderson
- Mascagnia vacciniifolia Nied.
- Mascagnia velutina C.E.Anderson
- Mascagnia violacea (Triana & Planch.) Nied.